# Ryan Neal
Ryan Christopher Neal (Hammond, 24 dicembre 1995) è un giocatore di football americano statunitense che milita nel ruolo di safety per i Tampa Bay Buccaneers della National Football League (NFL).

## Carriera

### Philadelphia Eagles
Neal firmò con i Philadelphia Eagles dopo non essere stato scelto nel Draft il 28 aprile 2018. Fu svincolato il 6 agosto 2018.

### Atlanta Falcons
Neal firmò con gli Atlanta Falcons l'11 agosto 2018. Non riuscì ad entrare nei 53 uomini del roster per l'inizio della stagione regolare e fu spostato nella squadra di allenamento il 2 settembre 2018. Fu promosso nel roster attivo il 28 novembre 2018. Debuttò nella NFL il 9 dicembre 2018 nella sconfitta per 34-20 contro i Green Bay Packers, giocando negli special team. Fu svincolato il 31 agosto 2019.

### Seattle Seahawks
Neal firmò con la squadra di allenamento dei Seattle Seahawks il 2 settembre 2019. Fu promosso nel roster attivo l'11 dicembre 2019.
Neal rifirmò con i Seahawks il 20 aprile 2020. Fu svincolato il 5 settembre 2020 e assegnato alla squadra di allenamento il giorno successivo.
Fu promosso nel roster attivo il 26 settembre 2020 dopo gli infortuni dei defensive back Quinton Dunbar e Neiko Thorpe. Il giorno successivo, in una gara contro i Dallas Cowboys, Neal scese in campo dopo l'infortunio della safety Jamal Adams. A sei secondi dal termine della partita mise a segno un intercetto su Dak Prescott nella end zone, sigillando la vittoria per 38-31. Il secondo intercetto lo fece subito registrare nel primo drive della partita successiva su Ryan Fitzpatrick dei Miami Dolphins.
Neal perse le prime tre partite della stagione 2022 a causa di un infortunio alla caviglia ma quando tornò in campo divenne la safety titolare di Seattle dopo l'infortunio che pose fine alla stagione di Jamal Adams. Nella settimana 7 contribuì alla vittoria in casa dei Los Angeles Chargers con 7 tackle, un intercetto e 4 passaggi deviati. A causa di un infortunio fu costretto a saltare le ultime tre partite della stagione regolare, chiudendo con i nuovi primati in carriera in placcaggi (66), passaggi deviati (8) e fumble forzati (2). Il sito Pro Football Focus lo nominò miglior safety della NFL nel 2022.

### Tampa Bay Buccaneers
Il 4 aprile 2023 Neal firmó un contratto di un anno con i Tampa Bay Buccaneers.